# آمنوره
آمِنوره یا بی‌دَشتانی (به انگلیسی: amenorrhea) به فقدان قاعدگی در زنانی که به سن باروری رسیده‌اند گفته می‌شود، حالت‌های فیزیولوژیکی آمنوره، بیشتر در دوران بارداری و شیردهی (شیردهی) دیده می‌شود. در خارج از سنین باروری، قاعدگی در دوران کودکی و پس از یائسگی وجود ندارد. آمنوره یک علامت با علل بالقوه بسیاری است.
آمنوره می‌تواند اولیه (یعنی عدم خون‌ریزی قاعدگی به‌هنگام بلوغ) یا ثانویه (یعنی توقف قاعدگی در زنان با بلوغ طبیعی) باشد. آمنوره اولیه به عنوان فقدان ویژگی‌های جنسی ثانویه در سن ۱۳ سالگی بدون منارک یا ویژگی‌های جنسی ثانویه طبیعی، اما بدون قاعدگی در سن ۱۵ سالگی تعریف می‌شود. ممکن است به دلیل مشکلات رشدی، مانند عدم وجود مادرزادی رحم، ناتوانی تخمدان در دریافت یا حفظ سلول‌های تخمک، یا تأخیر در بلوغ ایجاد شود. آمنوره ثانویه، توقف سیکل‌های عادت ماهانه پس از قاعدگی، به عنوان عدم قاعدگی به مدت سه ماه در یک زن با قاعدگی طبیعی قبلی، یا شش ماه برای زنان با سابقه الیگومنوره تعریف می‌شود. آمنوره اغلب به دلیل اختلالات هورمونی هیپوتالاموس و غده هیپوفیز، یائسگی زودرس، تشکیل اِسکار داخل رحمی یا اختلالات خوردن ایجاد می‌گردد.

## علل
اگرچه آمنوره علل بالقوه متعددی دارد، اما در نهایت، نتیجه عدم تعادل هورمونی یا یک ناهنجاری آناتومیک است. از جمله علل آمنوره اولیه، اختلالات هورمون‌های جنسی مانند سندروم کالمن و تخمدان و از جمله علل آمنوره ثانویه یائسگی زودرس و حاملگی است. تخمدان پلی کیستیک، چاقی یا ورزش شدید، مصرف برخی داروهای ضدبارداری و تومور مغزی تولیدکنندهٔ پرولاکتین از سایر علل آمنوره است.
▪ یائسگی پیش از موعد: یائسگی به‌طور متوسط در سن ۵۱ سالگی روی می‌دهد. اگر پیش از ۴۰ سالگی دچار یائسگی شوید، زودرس تلقی می‌شود. فقدان عملکرد تخمدان‌ها همراه با یائسگی، میزان استروژن در گردش در بدن شما را کاهش می‌دهد که به نوبه خود مخاط رحم را تحلیل برده و به قاعدگی‌های شما پایان می‌دهد. یائسگی زودرس می‌تواند ناشی از عوامل ارثی یا بیماری‌های خود ایمنی باشد اما اکثراً دلیلی برای آن یافت نمی‌شود.

#### مراقبت از خود در مقابل آمنوره
- بهترین راه برای جلوگیری از قطع چرخه قاعدگی اجرای یک شیوه زندگی سالم است.
- برای به دست آوردن یک‌وزن مناسب تغییراتی در رژیم غذایی و ورزش خود ایجاد کنید.
- بکوشید که تعادل سالمی بین کار، سرگرمی و استراحت خود بر قرار کنید.
- موارد استرس و تضاد را در زندگی خود شناسایی کنید. اگر نمی‌توانید خودتان استرس را کم کنید، از خانواده دوستان یا پزشک کمک بخواهید.
- از تغییرات چرخه قاعدگی خود آگاه باشید و اگر دچار نگرانی می‌شوید با پزشک خود مشورت کنید. زمان قاعدگی‌های خود را ثبت کنید. تاریخی که اتفاق افتاده مدتی که طول کشیده و هر مشکلی که تجربه کرده‌اید را یادداشت نمایید.

## پاتوفیزیولوژی
از نظر فیزیولوژیکی، قاعدگی با ترشح هورمون آزادکننده گنادوتروپین (GnRH) از هیپوتالاموس کنترل می‌شود. GnRH روی غده هیپوفیز برای تحریک ترشح هورمون محرک فولیکول (FSH) و هورمون لوتئینه کننده (LH) عمل می‌کند. سپس FSH و LH بر روی تخمدان‌ها برای تحریک تولید استروژن و پروژسترون اثر می‌گذارند که به ترتیب فازهای تکثیری و ترشحی چرخه قاعدگی را کنترل می‌کنند. پرولاکتین همچنین بر چرخه قاعدگی تأثیر می‌گذارد زیرا باعث سرکوب ترشح LH و FSH از هیپوفیز می‌شود. به‌طور مشابه، هورمون تیروئید نیز بر چرخه قاعدگی تأثیر می‌گذارد. سطوح پایین هورمون تیروئید باعث تحریک ترشح هورمون آزادکننده تیروتروپین (TSH) از هیپوتالاموس می‌شود که به نوبه خود باعث افزایش ترشح پرولاکتین و TSH می‌شود. این افزایش در پرولاکتین باعث سرکوب آزادسازی LH و FSH از طریق مکانیسم بازخورد منفی می‌شود. آمنوره می‌تواند توسط هر مکانیسمی که این محور هیپوتالاموس-هیپوفیز-تخمدان را مختل می‌کند، ایجاد شود، خواه اگر به دلیل عدم تعادل هورمونی یا با اختلال در مکانیسم‌های بازخورد باشد.